# Desa Gandamekar (administrativ by i Indonesien, lat -6,29, long 107,09)
Desa Gandamekar är en administrativ by i Indonesien.   Den ligger i provinsen Jawa Barat, i den västra delen av landet, 28 km öster om huvudstaden Jakarta.